# Auguste Makaya
Pour les articles homonymes, voir Makaya.
Auguste Makaya , né le 18 juin 1933 à Brazzaville en République du Congo, et mort le 25 septembre 2018 à Caen (Calvados), est un footballeur amateur congolais et français devenu entraîneur. Il évolue au poste de défenseur du début des années 1950 au début des années 1960.

## Biographie
Né en 1933 au Congo, alors colonie française, Auguste Pambou-Makaya rejoint la France métropolitaine en 1947, à l'aide d'une bourse d'études de l'Éducation Nationale. Il entre au lycée de Talence, puis passe par Nîmes, avant de s'inscrire à la faculté de Droit à Rennes. Il rejoint alors la réserve du Stade Rennais en CFA (alors 3e Division). 
Lors d'une rencontre inter-universitaire, il se fait repérer par le CA Lisieux. Il rejoint alors le club, ainsi que l'Université de Caen, pour y finir ses études. Il devient apprenti clerc de notaire, et rejoint le Stade Malherbe à la fin de l'été 1956. Il devient le premier joueur de couleur de l'histoire du club, fait rare à l'époque. Il reste six saisons au club, étant la plupart du temps titulaire indiscutable. À l'issue de la saison 1961-1962, Auguste Makaya met un terme à sa carrière de joueur, et devient entraîneur du FC Argences, puis de l'US Guérinière.
En dehors des terrains, il est d'abord comptable à l'entreprise caennaise Letestu, avant de finir sa carrière comme comptable à la CAF du Calvados, dont le directeur n'est autre que Robert Verger, président du Stade Malherbe de 1959 à 1962.  